# O Kŭk Ryŏl
O Kŭk Ryŏl (kor. 오극렬, ur. 7 stycznia 1930 w Jilin, zm. 9 lutego 2023) – północnokoreański oficer, generał Koreańskiej Armii Ludowej, polityk, były wiceprzewodniczący Komisji Obrony Narodowej.

## Działalność
Brał udział w wojnie koreańskiej.
W 1967 roku został przewodniczącym sił powietrznych. W 1977 został mianowany wiceprzewodniczącym Koreańskiej Armii Ludowej. Dwa lata później objął funkcję przewodniczącego Koreańskiej Armii Ludowej. Po kłótni z O Jin U tymczasowo zawiesił karierę wojskową. W 1989 roku, po powrocie do wojska, w biurze do spraw operacji KC Partii Pracy Korei. W latach 90. przetrwał zmiany personalne związane z upadkiem Bloku wschodniego.
Od 1970 roku był posłem do Najwyższego Zgromadzenia Ludowego Partii Pracy Korei.